# Савосина, Анастасия Сергеевна
Анастаси́я Серге́евна Саво́сина (род. 16 июня 1983) — российская актриса театра и кино. Окончила в 2004 году Театральный институт им. Щукина.

## Биография
Родилась 16 июня 1983 года в Москве. Её родители развелись, когда была ещё маленькая. Воспитанием дочери в одиночку занималась её мама Ольга Михайловна, которая с трудом совмещала учёбу и работу, и поэтому детство по большей части провела в круглосуточном детском саду. Несмотря ни на что актриса очень ценит маму и считает её очень деятельным человеком: она получила два высших образования, занимается продажей и закупкой чёрных металлов для промышленности. Сценической деятельностью Анастасия увлекалась ещё в юности: играла на сцене студии «Театр на окраине» в ДК «Загорье».
В 2004 году окончила Театральный институт имени Б. В. Щукина (курс Евгения Владимировича Князева). С 2004 до 2007 года — актриса театра имени Владимира Маяковского.
В 2010 году на экраны вышел телесериал «Была любовь», основанный на автобиографической книге Валерии.
Певица лично участвовала в кастинге и одобрила кандидатуру Анастасии на главную роль. По словам Валерии, у неё есть некоторое сходство с ней. Но создатели сериала искали не внешнюю идентичность — гораздо важней, чтобы актриса смогла передать внутреннее состояние героини.

## Личная жизнь
Супруг — актёр Сергей Мухин, с которым Савосина вместе играла в телесериале «Была любовь». От предыдущего брака есть сын Михаил (род. 7 марта 2008 года). Общая дочь Таисия 2013 года рождения.

## Актёрские работы
Театр имени Владимира Маяковского
- Развод по-женски
- Приключения Красной Шапочки

Телесериалы
- 2004 — Близнецы — Ирина, жена Антона
- 2005 — Я не вернусь — Марина, жена Сергея
- 2006—2007 — Любовь как любовь — Настя, жена Лёни Лобова
- 2006—2007 — Моя Пречистенка — Анна, дочь Алекса и Насти Репниных, жена Александра Попова
- 2006 — Большой Кулагин — эпизод
- 2008 — Кружева — Валерия Вершинина, средняя дочь Светланы, студентка института легкой промышленности
- 2010 — Была любовь — Аня Панфилова, певица Виктория
- 2012 — Проснёмся вместе? — Наташа, бывшая жена Миши
- 2012—2013 — Анечка — Алиса
- 2013 — Три звезды — Вера, бывшая девушка Славы
- 2014 — Косатка — Вера, бывшая жена Ильи Самойлова
- 2014 — Московская борзая — Алла, подруга Наташи
- 2015 — Неподсудные — Марианна
- 2015 — Деньги — Лариса Якушева, жена Вадима
- 2016 — Интим не предлагать — Маруся
- 2016 — Игра. Реванш — Юлия Грачёва, жена Грачёва
- 2017 — Река памяти
- 2017 — Барышня и Хулиган
- 2020 — Одноклассники смерти
- 2021 — Тайна Лилит — Елизавета Аркадьевна Воронина
- 2022 — Нина — психолог

Фильмы
- 2004 — Лесная царевна — Синеглазка
- 2009 — Дистанция
- 2010 — Мамочки — Маша Панфилова, лаборант
- 2012 — Девушка в приличную семью — Марина Волынская
- 2014 — Новогоднее дежурство — жена Романа
- 2018 — Ланцет — Анастасия Ладынина, жена Ладынина